# Milk and Toast and Honey
Milk and Toast and Honey (englisch für „Milch und Toast und Honig“) ist ein Lied des schwedischen Pop-Duo Roxette, das im April 2001 erschien.

## Entstehung und Veröffentlichung
Geschrieben und produziert wurde das Lied von Roxette-Mitglied Per Gessle. Bei der Produktion erhielt dieser Unterstützung durch seine Bandkollegin Marie Fredriksson sowie dem langjährigen Bandproduzenten und Begleitmusiker Clarence Öfwerman.
Die Erstveröffentlichung von Milk and Toast and Honey erfolgte am 2. April 2001 bei EMI Music, als Teil von Roxettes siebten Studioalbum Room Service (Katalognummer: 5320432). Am 3. September 2001 erschien das Lied als dritte Singleauskopplung aus dem Album. Diese erschien als 2-Track-CD-Single mit einem Remix als B-Seite (Katalognummer: 8797142) sowie als CD-Maxi-Single mit zwei zusätzlichen Remixen, einer Demoaufnahme sowie dem Musikvideo zu Real Sugar (Katalognummer: 8797140).

## Inhalt
Milk and Toast and Honey beginnt damit, dass Fredriksson singt, dass Milch, Toastbrot und Honig die Sonne an einem regnerischen Samstag scheinen ließen. Ferner merkt sie im Lied an, dass sie der Ansicht sei, dass ihr Liebling („Darling“) ihr Herz nicht zum Platzen gebracht habe, stellt aber gleichzeitig die Frage, ob er es nicht doch getan habe.

## Musikvideo
Das dazugehörige Musikvideo entstand unter der Regie von Jesper Hiro.

## Titelliste der Single
2-Track-Single
| #  | Titel                                                         | Länge |
| -- | ------------------------------------------------------------- | ----- |
| 1. | Milk and Toast and Honey                                      | 4:04  |
| 2. | Milk and Toast and Honey (Tits & Ass Demo, August 2 & 3 1999) | 4:20  |

Maxi-Single
| #  | Titel                                                         | Länge |
| -- | ------------------------------------------------------------- | ----- |
| 1. | Milk and Toast and Honey                                      | 4:04  |
| 2. | Milk and Toast and Honey (Active Dance Remix)                 | 3:50  |
| 3. | Milk and Toast and Honey (Shooting Star Treatment)            | 4:19  |
| 4. | Milk and Toast and Honey (Tits & Ass Demo, August 2 & 3 1999) | 4:20  |

## Chartplatzierungen
| ChartsChartplatzierungen     | Höchstplatzierung | Wochen |
| ---------------------------- | ----------------- | ------ |
| Deutschland (GfK)            | 54 (9 Wo.)        | 9      |
| Schweden (GLF)               | 21 (14 Wo.)       | 14     |
| Schweiz (IFPI)               | 29 (17 Wo.)       | 17     |
| Vereinigtes Königreich (OCC) | 89 (1 Wo.)        | 1      |